# Anomiopus caputipilus
Anomiopus caputipilus é uma espécie de besouro rola-bosta verdadeiro endêmico de Goiás e Mato Grosso no Brasil. Ocorre no cerrado acima de 700 m altitude. Pode ser um mirmecófilo. Pode estar ameaçada pelas plantações de soja, algodão e girassol e pela pecuária.